# Rehavam Zeevi
Rehavam Zeevi, izraelski general, zgodovinar, poslanec in politik, * 20. junij 1926, Jeruzalem, † 17. oktober 2001.
Zeevi je bil minister za turizem Izraela (2001).